# Leucoloma talazaccii
Leucoloma talazaccii är en bladmossart som beskrevs av Ferdinand François Gabriel Renauld och Jules Cardot 1896. Leucoloma talazaccii ingår i släktet Leucoloma och familjen Dicranaceae. Inga underarter finns listade i Catalogue of Life.